# Automobil-Weltmeisterschaft 1980
Die Automobil-Weltmeisterschaft 1980 war die 31. Saison der Automobil-Weltmeisterschaft, die heutzutage als Formel-1-Weltmeisterschaft bezeichnet wird. In ihrem Rahmen wurden über 14 Rennen in der Zeit vom 13. Januar 1980 bis zum 5. Oktober 1980 die Fahrerweltmeisterschaft und der Internationale Pokal der Formel-1-Konstrukteure ausgetragen. Es war das letzte Jahr, in dem die Serie als Automobil-Weltmeisterschaft bezeichnet wurde.
Anfang Juni eskalierte der Streit über das ab dem Folgejahr gültige Reglement zwischen der FISA und der FOCA. Die Fahrer der FOCA-Teams waren zum Großen Preis von Spanien gesperrt und Bernie Ecclestone, Vorsitzender der FOCA, konterte wiederum mit der Androhung eines Boykotts. Schließlich drängte der König von Spanien Juan Carlos persönlich die Veranstalter zur Fortführung des Events, die daraufhin die FISA-Teams von der Veranstaltung ausschlossen. Die FOCA-Teams bestritten das Rennen alleine. In der Folge deklarierte FISA-Präsident Jean-Marie Balestre den Lauf als Piratenrennen und wertete es nicht für die Weltmeisterschaft.
Alan Jones gewann zum ersten (und einzigen) Mal die Fahrerweltmeisterschaft. Williams wurde zum ersten Mal Konstrukteursweltmeister.

## Hintergrund

### Teams
Das Team Shadow Racing Cars, das seit 1973 in der Formel 1 vertreten war und zuletzt in wirtschaftliche Schwierigkeiten geraten war, wurde im April 1980 von dem Geschäftsmann Teddy Yip übernommen, der in der zweiten Hälfte der 1970er-Jahre Sponsor verschiedener Rennfahrer und Teams gewesen war. Ab dem Großen Preis von Monaco wurde der Rennstall daraufhin als Theodore-Shadow gemeldet. Nachdem sich das Team mit dem von Yip finanzierten, gänzlich neuen Shadow DN12 weder hier noch bei den anschließenden Rennen in Spanien und Frankreich qualifizieren konnte, stellte Yip im Juni 1980 den Rennbetrieb von Theodore-Shadow ein. Aus der Substanz des Shadow-Teams entstand letztlich Theodore Racing, das ab 1981 drei Jahre lang in der Formel 1 antrat.
In der Saison 1980 debütierte das Turiner Team Osella Corse, das bis dahin vor allem Rennsportwagen produziert und eingesetzt hatte.
Das norditalienische Team Merzario, das zu allen Weltmeisterschaftsläufen der Jahre 1978 und 1979 mit eigenen Konstruktionen  angetreten war, nahm ab 1980 nicht mehr an der Formel-1-Weltmeisterschaft teil. Das Team konzentrierte sich zunächst auf Formel-2-Europameisterschaft. Allerdings meldete es sich mit dem Merzario M1, der eigentlich ein Formel-2-Auto war, für den Großen Preis von Belgien. Frühe Meldelisten führen das Auto unter der Startnummer 24 für Arturo Merzario. Das Team zog die Meldung allerdings vor Beginn des Rennwochenendes zurück und erschien weder in Belgien noch zu einem anderen Weltmeisterschaftslauf.
In Italien entstand Ende 1979 um den Rennfahrer Alberto Colombo das von dem französischen Bekleidungskonzern Le Coq Sportif finanzierte Team Riviera F1, das an der Formel-1-Weltmeisterschaft 1980 teilnehmen wollte. Obwohl Riviera bereits ein Exemplar des potentiellen Einsatzfahrzeugs (Riviera F.1 170) fertiggestellt hatte, zog sich das Team vor dem ersten Weltmeisterschaftslauf zurück.

### Rennen
Der Rennkalender der Saison umfasste 14 Weltmeisterschaftsläufe. Ursprünglich waren 15 Rennen vorgesehen. 
Der Große Preis von Spanien war als regulärer Weltmeisterschaftslauf angekündigt, fand dann aber aufgrund des FISA-FOCA-Streits ohne die meisten der mit der FISA verbundenen kontinentaleuropäischen Werksteams statt. Der Lauf wurde nachträglich von der FISA annulliert und nicht in der Weltmeisterschaft gewertet. Rückwirkend wird dieses Rennen als Formel-1-Rennen ohne Weltmeisterschaftsstatus geführt.

## Teams und Fahrer
| Foto                              | Team                                                           | Chassis                                             | Motor                       | Reifen | Nr.         | Stammfahrer           | Rennen       |
| --------------------------------- | -------------------------------------------------------------- | --------------------------------------------------- | --------------------------- | ------ | ----------- | --------------------- | ------------ |
| Ferrari 312T5                     | Scuderia Ferrari SpA SEFAC                                     | Ferrari 312T5                                       | Ferrari 015 3.0 F12         | M      | 01          | Jody Scheckter        | 1–14         |
| Ferrari 312T5                     | Scuderia Ferrari SpA SEFAC                                     | Ferrari 312T5                                       | Ferrari 015 3.0 F12         | M      | 02          | Gilles Villeneuve     | 1–14         |
| Tyrrell 009                       | Candy Tyrrell Team                                             | Tyrrell 009 Tyrrell 010                             | Ford Cosworth DFV 3.0 V8    | G      | 03          | Jean-Pierre Jarier    | 1–14         |
| Tyrrell 009                       | Candy Tyrrell Team                                             | Tyrrell 009 Tyrrell 010                             | Ford Cosworth DFV 3.0 V8    | G      | 04          | Derek Daly            | 1–14         |
| Tyrrell 009                       | Candy Tyrrell Team                                             | Tyrrell 009 Tyrrell 010                             | Ford Cosworth DFV 3.0 V8    | G      | 43          | Mike Thackwell        | 13, 14       |
| Brabham BT49                      | Parmalat Racing Team                                           | Brabham BT49                                        | Ford Cosworth DFV 3.0 V8    | G      | 05          | Nelson Piquet         | 1–14         |
| Brabham BT49                      | Parmalat Racing Team                                           | Brabham BT49                                        | Ford Cosworth DFV 3.0 V8    | G      | 06          | Ricardo Zunino        | 1–7          |
| Brabham BT49                      | Parmalat Racing Team                                           | Brabham BT49                                        | Ford Cosworth DFV 3.0 V8    | G      | 06          | Héctor Rebaque        | 8–14         |
| McLaren M30                       | Marlboro Team McLaren                                          | McLaren M29 McLaren M29B McLaren M29C McLaren M30   | Ford Cosworth DFV 3.0 V8    | G      | 07          | John Watson           | 1–14         |
| McLaren M30                       | Marlboro Team McLaren                                          | McLaren M29 McLaren M29B McLaren M29C McLaren M30   | Ford Cosworth DFV 3.0 V8    | G      | 08          | Alain Prost           | 1–3, 5–14    |
| McLaren M30                       | Marlboro Team McLaren                                          | McLaren M29 McLaren M29B McLaren M29C McLaren M30   | Ford Cosworth DFV 3.0 V8    | G      | 08          | Stephen South         | 4            |
|                                   | Team ATS                                                       | ATS D3 ATS D4                                       | Ford Cosworth DFV 3.0 V8    | G      | 09          | Marc Surer            | 1–3, 7–14    |
| Jan Lammers                       | Team ATS                                                       | ATS D3 ATS D4                                       | Ford Cosworth DFV 3.0 V8    | G      | 09          | 4–6                   |              |
| 10                                | Team ATS                                                       | ATS D3 ATS D4                                       | Ford Cosworth DFV 3.0 V8    | G      | Jan Lammers | 1–3                   |              |
| 10                                | Team ATS                                                       | ATS D3 ATS D4                                       | Ford Cosworth DFV 3.0 V8    | G      | Harald Ertl | 9                     |              |
| Lotus 81                          | Team Essex Lotus                                               | Lotus 81 Lotus 81B                                  | Ford Cosworth DFV 3.0 V8    | G      | 11          | Mario Andretti        | 1–14         |
| Lotus 81                          | Team Essex Lotus                                               | Lotus 81 Lotus 81B                                  | Ford Cosworth DFV 3.0 V8    | G      | 12          | Elio de Angelis       | 1–14         |
| Lotus 81                          | Team Essex Lotus                                               | Lotus 81 Lotus 81B                                  | Ford Cosworth DFV 3.0 V8    | G      | 43          | Nigel Mansell         | 10–12        |
| Ensign N180                       | Unipart Racing Team                                            | Ensign N180                                         | Ford Cosworth DFV 3.0 V8    | G      | 14          | Clay Regazzoni        | 1–4          |
| Ensign N180                       | Unipart Racing Team                                            | Ensign N180                                         | Ford Cosworth DFV 3.0 V8    | G      | 14          | Tiff Needell          | 5, 6         |
| Ensign N180                       | Unipart Racing Team                                            | Ensign N180                                         | Ford Cosworth DFV 3.0 V8    | G      | 14          | Jan Lammers           | 7–14         |
| Ensign N180                       | Unipart Racing Team                                            | Ensign N180                                         | Ford Cosworth DFV 3.0 V8    | G      | 41          | Geoff Lees            | 11, 12       |
| Renault RE20                      | Equipe Renault Elf                                             | Renault RE22 Renault RE23 Renault RE24 Renault RE25 | Renault-Gordini EF1 1.5 V6t | M      | 15          | Jean-Pierre Jabouille | 1–14         |
| Renault RE20                      | Equipe Renault Elf                                             | Renault RE22 Renault RE23 Renault RE24 Renault RE25 | Renault-Gordini EF1 1.5 V6t | M      | 16          | René Arnoux           | 1–14         |
| Shadow DN11                       | Shadow Cars Theodore Shadow                                    | Shadow DN11 Shadow DN12                             | Ford Cosworth DFV 3.0 V8    | G      | 17          | Stefan Johansson      | 1, 2         |
| Shadow DN11                       | Shadow Cars Theodore Shadow                                    | Shadow DN11 Shadow DN12                             | Ford Cosworth DFV 3.0 V8    | G      | 17          | Geoff Lees            | 3–7          |
| Shadow DN11                       | Shadow Cars Theodore Shadow                                    | Shadow DN11 Shadow DN12                             | Ford Cosworth DFV 3.0 V8    | G      | 18          | Dave Kennedy          | 1–7          |
| Fittipaldi F8                     | Skol Fittipaldi Team                                           | Fittipaldi F7 Fittipaldi F8                         | Ford Cosworth DFV 3.0 V8    | G      | 20          | Emerson Fittipaldi    | 1–14         |
| Fittipaldi F8                     | Skol Fittipaldi Team                                           | Fittipaldi F7 Fittipaldi F8                         | Ford Cosworth DFV 3.0 V8    | G      | 21          | Keke Rosberg          | 1–14         |
| Alfa Romeo 179B                   | Marlboro Team Alfa Romeo                                       | Alfa Romeo 179                                      | Alfa Romeo 1260 3.0 V12     | G      | 22          | Patrick Depailler     | 1–8          |
| Alfa Romeo 179B                   | Marlboro Team Alfa Romeo                                       | Alfa Romeo 179                                      | Alfa Romeo 1260 3.0 V12     | G      | 22          | Vittorio Brambilla    | 11, 12       |
| Alfa Romeo 179B                   | Marlboro Team Alfa Romeo                                       | Alfa Romeo 179                                      | Alfa Romeo 1260 3.0 V12     | G      | 22          | Andrea de Cesaris     | 13, 14       |
| Alfa Romeo 179B                   | Marlboro Team Alfa Romeo                                       | Alfa Romeo 179                                      | Alfa Romeo 1260 3.0 V12     | G      | 23          | Bruno Giacomelli      | 1–14         |
| Ligier JS11/15                    | Equipe Ligier Gitanes                                          | Ligier JS11/15                                      | Ford Cosworth DFV 3.0 V8    | G      | 25          | Didier Pironi         | 1–14         |
| Ligier JS11/15                    | Equipe Ligier Gitanes                                          | Ligier JS11/15                                      | Ford Cosworth DFV 3.0 V8    | G      | 26          | Jacques Laffite       | 1–14         |
| Williams FW07                     | Albilad-Williams Racing Team                                   | Williams FW07 Williams FW07B                        | Ford Cosworth DFV 3.0 V8    | G      | 27          | Alan Jones            | 1–14         |
| Williams FW07                     | Albilad-Williams Racing Team                                   | Williams FW07 Williams FW07B                        | Ford Cosworth DFV 3.0 V8    | G      | 28          | Carlos Reutemann      | 1–14         |
| Arrows A3                         | Warsteiner Arrows Racing Team                                  | Arrows A3                                           | Ford Cosworth DFV 3.0 V8    | G      | 29          | Riccardo Patrese      | 1–14         |
| Arrows A3                         | Warsteiner Arrows Racing Team                                  | Arrows A3                                           | Ford Cosworth DFV 3.0 V8    | G      | 30          | Jochen Mass           | 1–10, 13, 14 |
| Arrows A3                         | Warsteiner Arrows Racing Team                                  | Arrows A3                                           | Ford Cosworth DFV 3.0 V8    | G      | 30          | Mike Thackwell        | 11           |
| Arrows A3                         | Warsteiner Arrows Racing Team                                  | Arrows A3                                           | Ford Cosworth DFV 3.0 V8    | G      | 30          | Manfred Winkelhock    | 12           |
|                                   | Osella Squadra Corse                                           | Osella FA1 Osella FA1B                              | Ford Cosworth DFV 3.0 V8    | G      | 31          | Eddie Cheever         | 1–14         |
|                                   | Brands Hatch Racing                                            | Williams FW07                                       | Ford Cosworth DFV 3.0 V8    | G      | 43          | Desiré Wilson         | 8            |
|                                   | RAM/Williams Grand Prix Engineering RAM/Penthouse-Rizla Racing | Williams FW07 Williams FW07B                        | Ford Cosworth DFV 3.0 V8    | G      | 50          | Rupert Keegan         | 8–14         |
| RAM/Rainbow Jeans Racing          | 51                                                             | Williams FW07 Williams FW07B                        | Ford Cosworth DFV 3.0 V8    | G      | Kevin Cogan | 13                    |              |
| RAM/Theodore/Rainbow Jeans Racing | 51                                                             | Williams FW07 Williams FW07B                        | Ford Cosworth DFV 3.0 V8    | G      | Geoff Lees  | 14                    |              |

## Rennkalender
| Nr. | Datum         | Grand Prix (Strecke)                 | Distanz (km) | Sieger                           | Zweiter                          | Dritter                              | Pole- Position                  | Schnellste Rennrunde             | Gesamtführender Fahrer       | Gesamtführender Konstrukteur |
| --- | ------------- | ------------------------------------ | ------------ | -------------------------------- | -------------------------------- | ------------------------------------ | ------------------------------- | -------------------------------- | ---------------------------- | ---------------------------- |
| 01  | 13. Januar    | Argentinien (Buenos Aires)           | 316,304      | Alan Jones (Williams-Ford)       | Nelson Piquet (Brabham-Ford)     | Keke Rosberg (Fittipaldi-Ford)       | Alan Jones (Williams-Ford)      | Alan Jones (Williams-Ford)       | Alan Jones (Williams-Ford)   | Williams-Ford                |
| 02  | 27. Januar    | Brasilien (São Paulo)                | 318,400      | René Arnoux (Renault)            | Elio de Angelis (Lotus-Ford)     | Alan Jones (Williams-Ford)           | Jean-Pierre Jabouille (Renault) | René Arnoux (Renault)            | Alan Jones (Williams-Ford)   | Williams-Ford                |
| 03  | 1. März       | Südafrika (Midrand)                  | 320,112      | René Arnoux (Renault)            | Jacques Laffite (Ligier-Ford)    | Didier Pironi (Ligier-Ford)          | Jean-Pierre Jabouille (Renault) | René Arnoux (Renault)            | René Arnoux (Renault)        | Renault                      |
| 04  | 30. März      | USA West (Long Beach)                | 261,625      | Nelson Piquet (Brabham-Ford)     | Riccardo Patrese (Arrows-Ford)   | Emerson Fittipaldi (Fittipaldi-Ford) | Nelson Piquet (Brabham-Ford)    | Nelson Piquet (Brabham-Ford)     | René Arnoux (Renault)        | Williams-Ford                |
| 05  | 4. Mai        | Belgien (Zolder)                     | 306,864      | Didier Pironi (Ligier-Ford)      | Alan Jones (Williams-Ford)       | Carlos Reutemann (Williams-Ford)     | Alan Jones (Williams-Ford)      | Jacques Laffite (Ligier-Ford)    | René Arnoux (Renault)        | Williams-Ford                |
| 06  | 18. Mai       | Monaco (Monte Carlo)                 | 251,712      | Carlos Reutemann (Williams-Ford) | Jacques Laffite (Ligier-Ford)    | Nelson Piquet (Brabham-Ford)         | Didier Pironi (Ligier-Ford)     | Carlos Reutemann (Williams-Ford) | Nelson Piquet (Brabham-Ford) | Williams-Ford                |
| — 1 | 1. Juni       | Spanien (San Sebastián de los Reyes) | 255,300      | Alan Jones (Williams-Ford)       | Jochen Mass (Arrows-Ford)        | Elio de Angelis (Lotus-Ford)         | Jacques Laffite (Ligier-Ford)   | Alan Jones (Williams-Ford)       | —                            | —                            |
| 07  | 29. Juni      | Frankreich (Le Castellet)            | 313,740      | Alan Jones (Williams-Ford)       | Didier Pironi (Ligier-Ford)      | Jacques Laffite (Ligier-Ford)        | Jacques Laffite (Ligier-Ford)   | Alan Jones (Williams-Ford)       | Alan Jones (Williams-Ford)   | Williams-Ford                |
| 08  | 13. Juli      | Großbritannien (West Kingsdown)      | 319,732      | Alan Jones (Williams-Ford)       | Nelson Piquet (Brabham-Ford)     | Carlos Reutemann (Williams-Ford)     | Didier Pironi (Ligier-Ford)     | Didier Pironi (Ligier-Ford)      | Alan Jones (Williams-Ford)   | Williams-Ford                |
| 09  | 10. August    | Deutschland (Hockenheim)             | 305,505      | Jacques Laffite (Ligier-Ford)    | Carlos Reutemann (Williams-Ford) | Alan Jones (Williams-Ford)           | Alan Jones (Williams-Ford)      | Alan Jones (Williams-Ford)       | Alan Jones (Williams-Ford)   | Williams-Ford                |
| 10  | 17. August    | Österreich (Spielberg)               | 320,868      | Jean-Pierre Jabouille (Renault)  | Alan Jones (Williams-Ford)       | Carlos Reutemann (Williams-Ford)     | René Arnoux (Renault)           | René Arnoux (Renault)            | Alan Jones (Williams-Ford)   | Williams-Ford                |
| 11  | 31. August    | Niederlande (Zandvoort)              | 306,144      | Nelson Piquet (Brabham-Ford)     | René Arnoux (Renault)            | Jacques Laffite (Ligier-Ford)        | René Arnoux (Renault)           | René Arnoux (Renault)            | Alan Jones (Williams-Ford)   | Williams-Ford                |
| 12  | 14. September | Italien (Imola)                      | 300,000      | Nelson Piquet (Brabham-Ford)     | Alan Jones (Williams-Ford)       | Carlos Reutemann (Williams-Ford)     | René Arnoux (Renault)           | Alan Jones (Williams-Ford)       | Nelson Piquet (Brabham-Ford) | Williams-Ford                |
| 13  | 28. September | Kanada (Montréal)                    | 308,700      | Alan Jones (Williams-Ford)       | Carlos Reutemann (Williams-Ford) | Didier Pironi (Ligier-Ford)          | Nelson Piquet (Brabham-Ford)    | Didier Pironi (Ligier-Ford)      | Alan Jones (Williams-Ford)   | Williams-Ford                |
| 14  | 5. Oktober    | USA Ost (Watkins Glen)               | 320,665      | Alan Jones (Williams-Ford)       | Carlos Reutemann (Williams-Ford) | Didier Pironi (Ligier-Ford)          | Bruno Giacomelli (Alfa Romeo)   | Alan Jones (Williams-Ford)       | Alan Jones (Williams-Ford)   | Williams-Ford                |

## Rennberichte

### Großer Preis von Argentinien
| Platz | Fahrer        | Team            | Zeit        |
| ----- | ------------- | --------------- | ----------- |
| 1     | Alan Jones    | Williams-Ford   | 1:43:24,380 |
| 2     | Nelson Piquet | Brabham-Ford    | + 24,590    |
| 3     | Keke Rosberg  | Fittipaldi-Ford | + 1:18,640  |
| PP    | Alan Jones    | Williams-Ford   | 1:44,170    |
| SR    | Alan Jones    | Williams-Ford   | 1:50,450    |

Der Große Preis von Argentinien im Autódromo Municipal Ciudad de Buenos Aires fand am 13. Januar 1980 statt und ging über eine Distanz von 53 Runden à 5,968 km (316,304 km).

### Großer Preis von Brasilien
| Platz | Fahrer                | Team          | Zeit        |
| ----- | --------------------- | ------------- | ----------- |
| 1     | René Arnoux           | Renault       | 1:40:01,330 |
| 2     | Elio de Angelis       | Lotus-Ford    | + 21,860    |
| 3     | Alan Jones            | Williams-Ford | + 1:06,110  |
| PP    | Jean-Pierre Jabouille | Renault       | 2:21,400    |
| SR    | René Arnoux           | Renault       | 2:27,310    |

Der Große Preis von Brasilien im Autódromo de Interlagos fand am 27. Januar 1980 statt und ging über eine Distanz von 40 Runden à 7,96 km (318,40 km).

### Großer Preis von Südafrika
| Platz | Fahrer                | Team        | Zeit        |
| ----- | --------------------- | ----------- | ----------- |
| 1     | René Arnoux           | Renault     | 1:36:52,540 |
| 2     | Jacques Laffite       | Ligier-Ford | + 34,070    |
| 3     | Didier Pironi         | Ligier-Ford | + 52,490    |
| PP    | Jean-Pierre Jabouille | Renault     | 1:10,000    |
| SR    | René Arnoux           | Renault     | 1:13,150    |

Der Große Preis von Südafrika auf dem Kyalami Grand Prix Circuit fand am 2. März 1980 statt und ging über eine Distanz von 78 Runden à 4,104 km über insgesamt 320,112 km.

### Großer Preis der USA West
| Platz | Fahrer             | Team            | Zeit        |
| ----- | ------------------ | --------------- | ----------- |
| 1     | Nelson Piquet      | Brabham-Ford    | 1:50:18,550 |
| 2     | Riccardo Patrese   | Arrows-Ford     | + 49,212    |
| 3     | Emerson Fittipaldi | Fittipaldi-Ford | + 1:18,563  |
| PP    | Nelson Piquet      | Brabham-Ford    | 1:17,694    |
| SR    | Nelson Piquet      | Brabham-Ford    | 1:19,830    |

Der Große Preis der USA West auf dem Long Beach Grand Prix Circuit fand am 30. März 1980 statt und ging über eine Distanz von 80 Runden à 3,25 km (260 km).
Clay Regazzoni verunglückte in Long Beach schwer. Sein Rennwagen prallte mit ca. 280 km/h am Ende einer langen Geraden fast ungebremst in einen vier Tonnen schweren Betonklotz. „Bis heute“, meinte Clay Regazzoni, der seitdem querschnittsgelähmt war, später, „konnte mir noch kein Arzt erklären, warum ich das überlebt habe.“

### Großer Preis von Belgien
| Platz | Fahrer           | Team          | Zeit        |
| ----- | ---------------- | ------------- | ----------- |
| 1     | Didier Pironi    | Ligier-Ford   | 1:38:46,510 |
| 2     | Alan Jones       | Williams-Ford | + 47,370    |
| 3     | Carlos Reutemann | Williams-Ford | + 1:24,120  |
| PP    | Alan Jones       | Williams-Ford | 1:19,120    |
| SR    | Jacques Laffite  | Ligier-Ford   | 1:20,880    |

Der Große Preis von Belgien auf dem Circuit Zolder fand am 4. Mai 1980 statt und ging über eine Distanz von 72 Runden à 4,262 km (306,864 km).

### Großer Preis von Monaco
| Platz | Fahrer           | Team          | Zeit        |
| ----- | ---------------- | ------------- | ----------- |
| 1     | Carlos Reutemann | Williams-Ford | 1:55:34,365 |
| 2     | Jacques Laffite  | Ligier-Ford   | + 1:13,629  |
| 3     | Nelson Piquet    | Brabham-Ford  | + 1:17,726  |
| PP    | Didier Pironi    | Ligier-Ford   | 1:24,813    |
| SR    | Carlos Reutemann | Williams-Ford | 1:27,418    |

Der Große Preis von Monaco auf dem Circuit de Monaco fand am 18. Mai 1980 statt und ging über eine Distanz von 76 Runden à 3,312 km (251,712 km).

### Großer Preis von Frankreich
| Platz | Fahrer          | Team          | Zeit        |
| ----- | --------------- | ------------- | ----------- |
| 1     | Alan Jones      | Williams-Ford | 1:32:43,420 |
| 2     | Didier Pironi   | Ligier-Ford   | + 4,520     |
| 3     | Jacques Laffite | Ligier-Ford   | + 30,260    |
| PP    | Jacques Laffite | Ligier-Ford   | 1:38,880    |
| SR    | Alan Jones      | Williams-Ford | 1:41,450    |

Der Große Preis von Frankreich auf dem Circuit Paul Ricard fand am 29. Juni 1980 statt und ging über eine Distanz von 54 Runden à 5,810 km über insgesamt 313,740 km.

### Großer Preis von Großbritannien
| Platz | Fahrer           | Team          | Zeit        |
| ----- | ---------------- | ------------- | ----------- |
| 1     | Alan Jones       | Williams-Ford | 1:34:49,228 |
| 2     | Nelson Piquet    | Brabham-Ford  | + 11,007    |
| 3     | Carlos Reutemann | Williams-Ford | + 13,285    |
| PP    | Didier Pironi    | Ligier-Ford   | 1:11,004    |
| SR    | Didier Pironi    | Ligier-Ford   | 1:12,368    |

Der Große Preis von Großbritannien auf dem Brands Hatch Circuit fand am 13. Juli 1980 statt und ging über eine Distanz von 76 Runden à 4,207 km (319,732 km).

### Großer Preis von Deutschland
| Platz | Fahrer           | Team          | Zeit        |
| ----- | ---------------- | ------------- | ----------- |
| 1     | Jacques Laffite  | Ligier-Ford   | 1:22:59,730 |
| 2     | Carlos Reutemann | Williams-Ford | + 3,190     |
| 3     | Alan Jones       | Williams-Ford | + 43,530    |
| PP    | Alan Jones       | Williams-Ford | 1:45,850    |
| SR    | Alan Jones       | Williams-Ford | 1:48,490    |

Der Große Preis von Deutschland auf dem Hockenheimring fand am 10. August 1980 statt und ging über eine Distanz von 45 Runden à 6,789 km (305,505 km).
Patrick Depailler verunglückte bei Testfahrten vor dem Rennen tödlich.

### Großer Preis von Österreich
| Platz | Fahrer                | Team          | Zeit        |
| ----- | --------------------- | ------------- | ----------- |
| 1     | Jean-Pierre Jabouille | Renault       | 1:26:15,730 |
| 2     | Alan Jones            | Williams-Ford | + 0,820     |
| 3     | Carlos Reutemann      | Williams-Ford | + 19,360    |
| PP    | René Arnoux           | Renault       | 1:30,270    |
| SR    | René Arnoux           | Renault       | 1:32,530    |

Der Große Preis von Österreich auf dem Österreichring fand am 17. August 1980 statt und ging über eine Distanz von 54 Runden à 5,942 km (320,868 km).

### Großer Preis der Niederlande
| Platz | Fahrer          | Team         | Zeit        |
| ----- | --------------- | ------------ | ----------- |
| 1     | Nelson Piquet   | Brabham-Ford | 1:38:13,830 |
| 2     | René Arnoux     | Renault      | + 12,930    |
| 3     | Jacques Laffite | Ligier-Ford  | + 13,430    |
| PP    | René Arnoux     | Renault      | 1:17,440    |
| SR    | René Arnoux     | Renault      | 1:19,350    |

Der Große Preis der Niederlande auf dem Circuit Park Zandvoort fand am 31. August 1980 statt und ging über eine Distanz von 72 Runden à 4,226 km (303,112 km).

### Großer Preis von Italien
| Platz | Fahrer           | Team          | Zeit        |
| ----- | ---------------- | ------------- | ----------- |
| 1     | Nelson Piquet    | Brabham-Ford  | 1:38:07,520 |
| 2     | Alan Jones       | Williams-Ford | + 28,930    |
| 3     | Carlos Reutemann | Williams-Ford | + 1:13,670  |
| PP    | René Arnoux      | Renault       | 1:33,988    |
| SR    | Alan Jones       | Williams-Ford | 1:36,089    |

Der Große Preis von Italien im Autodromo Dino Ferrari fand am 14. September 1980 statt und ging über eine Distanz von 60 Runden à 5,040 km (302,40 km).

### Großer Preis von Kanada
| Platz | Fahrer           | Team          | Zeit        |
| ----- | ---------------- | ------------- | ----------- |
| 1     | Alan Jones       | Williams-Ford | 1:46:45,530 |
| 2     | Carlos Reutemann | Williams-Ford | + 15,540    |
| 3     | Didier Pironi    | Ligier-Ford   | + 19,070    |
| PP    | Nelson Piquet    | Brabham-Ford  | 1:27,328    |
| SR    | Didier Pironi    | Ligier-Ford   | 1:28,769    |

Der Große Preis von Kanada auf dem Île Notre-Dame Circuit fand am 28. September 1980 statt und ging über eine Distanz von 70 Runden à 4,35 km (304,5 km).
Alan Jones konnte nach diesem Rennergebnis aufgrund der Streichresultate-Regelung nicht mehr von Platz 1 der Fahrerweltmeisterschaft verdrängt werden und stand als neuer Champion fest.

### Großer Preis der USA Ost
| Platz | Fahrer           | Team          | Zeit        |
| ----- | ---------------- | ------------- | ----------- |
| 1     | Alan Jones       | Williams-Ford | 1:34:36,050 |
| 2     | Carlos Reutemann | Williams-Ford | + 4,210     |
| 3     | Didier Pironi    | Ligier-Ford   | + 12,570    |
| PP    | Bruno Giacomelli | Alfa Romeo    | 1:33,291    |
| SR    | Alan Jones       | Williams-Ford | 1:34,068    |

Der Große Preis der USA Ost auf dem Watkins Glen International fand am 5. Oktober 1980 statt und ging über eine Distanz von 59 Runden à 5,435 km über insgesamt 320,665 km.
Jody Scheckter trat vom aktiven Rennsport zurück, nachdem er als amtierender Weltmeister für Ferrari in der gesamten Saison nur zwei WM-Punkte erzielt hatte.

## Weltmeisterschaftswertungen
Die sechs erstplatzierten Fahrer jedes Rennens erhielten Punkte nach folgendem Schema:
| Platz  | 1 | 2 | 3 | 4 | 5 | 6 |
| Punkte | 9 | 6 | 4 | 3 | 2 | 1 |

In der Fahrerwertung wurden die besten fünf Ergebnisse der ersten sieben und die besten fünf der restlichen sieben Rennen gewertet (in Klammern die Gesamtpunkte). In der Konstrukteurswertung wurden alle Resultate gewertet.

### Fahrerwertung
Der Große Preis von Spanien 1980 wurde nachträglich von der FISA annulliert und nicht in der Weltmeisterschaft gewertet.
| Pos. | Fahrer          | Konstrukteur    |     |     |     |     |     |     |     |     |     |     |     |     |     |     | Punkte  |
| 01   | A. Jones        | Williams-Ford   | 1   | 3   | DNF | DNF | 2   | DNF | 1   | 1   | (3) | 2   | 11  | 2   | 1   | 1   | 67 (71) |
| 02   | N. Piquet       | Brabham-Ford    | 2   | DNF | 4   | 1   | DNF | 3   | 4   | 2   | 4   | 5   | 1   | 1   | DNF | DNF | 54      |
| 03   | C. Reutemann    | Williams-Ford   | DNF | DNF | 5   | DNF | 3   | 1   | 6   | 3   | 2   | 3   | (4) | (3) | 2   | 2   | 42 (49) |
| 04   | J. Laffite      | Ligier-Ford     | DNF | DNF | 2   | DNF | 11  | 2   | 3   | DNF | 1   | 4   | 3   | 9   | 8   | 5   | 34      |
| 05   | D. Pironi       | Ligier-Ford     | DNF | 4   | 3   | 6   | 1   | DNF | 2   | DNF | DNF | DNF | DNF | 6   | 3   | 3   | 32      |
| 06   | R. Arnoux       | Renault         | DNF | 1   | 1   | 9   | 4   | DNF | 5   | NC  | DNF | 9   | 2   | 10  | DNF | 7   | 29      |
| 07   | E. de Angelis   | Lotus-Ford      | DNF | 2   | DNF | DNF | 10  | 9   | DNF | DNF | 16  | 6   | DNF | 4   | 10  | 4   | 13      |
| 08   | J.-P. Jabouille | Renault         | DNF | DNF | DNF | 10  | DNF | DNF | DNF | DNF | DNF | 1   | DNF | DNF | DNF |     | 9       |
| 09   | R. Patrese      | Arrows-Ford     | DNF | 6   | DNF | 2   | DNF | 8   | 9   | 9   | 9   | 14  | DNF | DNF | DNF | DNF | 7       |
| 10   | K. Rosberg      | Fittipaldi-Ford | 3   | 9   | DNF | DNF | 7   | DNQ | DNF | DNQ | DNF | 16  | DNQ | 5   | 9   | 10  | 6       |
| 11   | J. Watson       | McLaren-Ford    | DNF | 11  | 11  | 4   | NC  | DNQ | 7   | 8   | DNF | DNF | DNF | DNF | 4   | NC  | 6       |
| 12   | D. Daly         | Tyrrell-Ford    | 4   | 14  | DNF | 8   | 9   | DNF | 11  | 4   | 10  | DNF | DNF | DNF | DNF | DNF | 6       |
| 13   | J.-P. Jarier    | Tyrrell-Ford    | DNF | 12  | 7   | DNF | 5   | DNF | DNF | 5   | 15  | DNF | 5   | 13  | 7   | NC  | 6       |
| 14   | G. Villeneuve   | Ferrari         | DNF | 16  | DNF | DNF | 6   | 5   | 8   | DNF | 6   | 8   | 7   | DNF | 5   | DNF | 6       |
| 15   | E. Fittipaldi   | Fittipaldi-Ford | NC  | 15  | 8   | 3   | DNF | 6   | DNF | 12  | DNF | 11  | DNF | DNF | DNF | DNF | 5       |
| 16   | A. Prost        | McLaren-Ford    | 6   | 5   | DNS |     | DNF | DNF | DNF | 6   | 11  | 7   | 6   | 7   | DNF | DNS | 5       |
| 17   | J. Mass         | Arrows-Ford     | DNF | 10  | 6   | 7   | DNF | 4   | 10  | 13  | 8   | DNQ |     |     | 11  | DNF | 4       |
| 18   | B. Giacomelli   | Alfa Romeo      | 5   | 13  | DNF | DNF | DNF | DNF | DNF | DNF | 5   | DNF | DNF | DNF | DNF | DNF | 4       |
| 19   | J. Scheckter    | Ferrari         | DNF | DNF | DNF | 5   | 8   | DNF | 12  | 10  | 13  | 13  | 9   | 8   | DNQ | 11  | 2       |
| 20   | M. Andretti     | Lotus-Ford      | DNF | DNF | 12  | DNF | DNF | 7   | DNF | DNF | 7   | DNF | 8   | DNF | DNF | 6   | 1       |
| 21   | H. Rebaque      | Brabham-Ford    |     |     |     |     |     |     |     | 7   | DNF | 10  | DNF | DNF | 6   | DNF | 1       |
| 22   | M. Surer        | ATS-Ford        | DNF | 7   | DNS |     |     |     | DNF | DNF | 12  | 12  | 10  | DNF | DNQ | 8   | 0       |
| 23   | R. Zunino       | Brabham-Ford    | 7   | 8   | 10  | DNF | DNF | DNQ | DNF |     |     |     |     |     |     |     | 0       |
| 24   | R. Keegan       | Williams-Ford   |     |     |     |     |     |     |     | 11  | DNQ | 15  | DNQ | 11  | DNQ | 9   | 0       |
| 25   | C. Regazzoni    | Ensign-Ford     | NC  | DNF | 9   | DNF |     |     |     |     |     |     |     |     |     |     | 0       |
| 26   | J. Lammers      | ATS-Ford        | DNQ | DNQ | DNQ | DNF | 12  | NC  |     |     |     |     |     |     |     |     | 0       |
| 26   | J. Lammers      | Ensign-Ford     |     |     |     |     |     |     | DNQ | DNQ | 14  | DNQ | DNQ | DNQ | 12  | DNF | 0       |
| 27   | E. Cheever      | Osella-Ford     | DNQ | DNQ | DNF | DNF | DNQ | DNQ | DNF | DNF | DNF | DNF | DNF | 12  | DNF | DNF | 0       |
| 28   | G. Lees         | Shadow-Ford     |     |     | 13  | DNQ | DNQ | DNQ | DNQ |     |     |     |     |     |     |     | 0       |
| 28   | G. Lees         | Ensign-Ford     |     |     |     |     |     |     |     |     |     |     | DNF | DNQ |     |     | 0       |
| 28   | G. Lees         | Williams-Ford   |     |     |     |     |     |     |     |     |     |     |     |     |     | DNQ | 0       |
| —    | P. Depailler    | Alfa Romeo      | DNF | DNF | NC  | DNF | DNF | DNF | DNF | DNF |     |     |     |     |     |     | 0       |
| —    | N. Mansell      | Lotus-Ford      |     |     |     |     |     |     |     |     |     | DNF | DNF | DNQ |     |     | 0       |
| —    | V. Brambilla    | Alfa Romeo      |     |     |     |     |     |     |     |     |     |     | DNF | DNF |     |     | 0       |
| —    | A. de Cesaris   | Alfa Romeo      |     |     |     |     |     |     |     |     |     |     |     |     | DNF | DNF | 0       |
| —    | M. Thackwell    | Arrows-Ford     |     |     |     |     |     |     |     |     |     |     | DNQ |     |     |     | 0       |
| —    | M. Thackwell    | Tyrrell-Ford    |     |     |     |     |     |     |     |     |     |     |     |     | DNF | DNQ | 0       |
| —    | T. Needell      | Ensign-Ford     |     |     |     |     | DNF | DNQ |     |     |     |     |     |     |     |     | 0       |

| Legende  | Legende            | Legende                                                          |
| Farbe    | Abkürzung          | Bedeutung                                                        |
| -------- | ------------------ | ---------------------------------------------------------------- |
| Gold     | –                  | Sieg                                                             |
| Silber   | –                  | 2. Platz                                                         |
| Bronze   | –                  | 3. Platz                                                         |
| Grün     | –                  | Platzierung in den Punkten                                       |
| Blau     | –                  | Klassifiziert außerhalb der Punkteränge                          |
| Violett  | DNF                | Rennen nicht beendet (did not finish)                            |
| Violett  | NC                 | nicht klassifiziert (not classified)                             |
| Rot      | DNQ                | nicht qualifiziert (did not qualify)                             |
| Rot      | DNPQ               | in Vorqualifikation gescheitert (did not pre-qualify)            |
| Schwarz  | DSQ                | disqualifiziert (disqualified)                                   |
| Weiß     | DNS                | nicht am Start (did not start)                                   |
| Weiß     | WD                 | zurückgezogen (withdrawn)                                        |
| Hellblau | PO                 | nur am Training teilgenommen (practiced only)                    |
| Hellblau | TD                 | Freitags-Testfahrer (test driver)                                |
| ohne     | DNP                | nicht am Training teilgenommen (did not practice)                |
| ohne     | INJ                | verletzt oder krank (injured)                                    |
| ohne     | EX                 | ausgeschlossen (excluded)                                        |
| ohne     | DNA                | nicht erschienen (did not arrive)                                |
| ohne     | C                  | Rennen abgesagt (cancelled)                                      |
| ohne     | keine WM-Teilnahme |                                                                  |
| sonstige | P/fett             | Pole-Position                                                    |
| sonstige | 1/2/3/4/5/6/7/8    | Punktplatzierung im Sprint-/Qualifikationsrennen                 |
| sonstige | SR/kursiv          | Schnellste Rennrunde                                             |
| sonstige | *                  | nicht im Ziel, aufgrund der zurückgelegten Distanz aber gewertet |
| sonstige | ()                 | Streichresultate                                                 |
| sonstige | unterstrichen      | Führender in der Gesamtwertung                                   |

### Konstrukteurswertung
| Pos. | Konstrukteur    | Punkte |
| ---- | --------------- | ------ |
| 1    | Williams-Ford   | 120    |
| 2    | Ligier-Ford     | 66     |
| 3    | Brabham-Ford    | 55     |
| 4    | Renault         | 38     |
| 5    | Lotus-Ford      | 14     |
| 6    | Tyrrell-Ford    | 12     |
| 7    | Arrows-Ford     | 11     |
| 8    | Fittipaldi-Ford | 11     |

| Pos. | Konstrukteur | Punkte |
| ---- | ------------ | ------ |
| 9    | McLaren-Ford | 11     |
| 10   | Ferrari      | 8      |
| 11   | Alfa Romeo   | 4      |
| 12   | ATS-Ford     | 0      |
| 13   | Ensign-Ford  | 0      |
| 14   | Osella-Ford  | 0      |
| 15   | Shadow-Ford  | 0      |

## Nicht zur Weltmeisterschaft zählende Formel-1-Rennen

### Großer Preis von Spanien
| Platz | Fahrer          | Team          | Zeit        |
| ----- | --------------- | ------------- | ----------- |
| 1     | Alan Jones      | Williams-Ford | 1:43:14,076 |
| 2     | Jochen Mass     | Arrows-Ford   | + 50,940    |
| 3     | Elio de Angelis | Lotus-Ford    | + 1:12.271  |
| PP    | Jacques Laffite | Ligier-Ford   | 1:12.64     |
| SR    | Alan Jones      | Williams-Ford | 1:15,467    |

Der Große Preis von Spanien auf dem Circuito del Jarama fand am 1. Juni 1980 statt und ging über eine Distanz von 80 Runden à 3.404 km (272,320 km).